# Trenčianska Turná
Trenčianska Turná (in tedesco Turnau bei Trentschin, in ungherese Tornyos) è un comune della Slovacchia facente parte del distretto di Trenčín, nella regione omonima.
È citata per la prima volta in un documento storico nel 1269 con il nome di Tornoua.